# Lepidium sagittatum
Lepidium sagittatum là một loài thực vật có hoa trong họ Cải. Loài này được (Kar. & Kir.) Al-Shehbaz mô tả khoa học đầu tiên năm 2002.